# Boroughbridge
Boroughbridge – miasto i civil parish w Anglii, w hrabstwie North Yorkshire, w dystrykcie (unitary authority) North Yorkshire. Leży 26 km na północny zachód od miasta York i 300 km na północ od Londynu. W 2011 roku civil parish liczyła 3405 mieszkańców.